# 시보니소 각사
시보니소 각사(Siboniso Gaxa, 1984년 6월 28일 더반 ~ )는 남아프리카 공화국의 전 축구 선수로, 과거 라이트 백으로 활약하였다.